# Warszawa Wola (przystanek kolejowy)
Warszawa Wola, do 2018 Warszawa Kasprzaka – przystanek kolejowy położony na terenie warszawskiej Woli, przy al. Prymasa Tysiąclecia, pomiędzy ul. Kasprzaka a ul. Wolską, tworzący węzeł tzw. kolei obwodowej. 
W roku 2022 dzienna wymiana pasażerska na przystanku wyniosła 500-699 osób.
Z przystanku można dojechać elektrycznymi pociągami podmiejskimi Kolei Mazowieckich oraz Szybkiej Kolei Miejskiej do m.in. Legionowa, Wieliszewa, Nieporętu, Radzymina, Nasielska, Ciechanowa, Mławy i Działdowa.
| Przewoźnik         | Linia    | Trasa |             |
| ------------------ | -------- | --- | ----------- |
| Koleje Mazowieckie | R90/RE90 | Warszawa Zachodnia (peron 9) – Warszawa Wola – Warszawa Gdańska – Legionowo – Nowy Dwór Mazowiecki – Modlin – Nasielsk/Ciechanów/Mława/Działdowo | [ 4 ] [ 5 ] |
| Koleje Mazowieckie | R80/RE80 | Warszawa Gdańska/Warszawa Wschodnia – Warszawa Wola – Góra Kalwaria/Radom Główny/Skarżysko-Kamienna                                              | [ 4 ] [ 5 ] |
| SKM Warszawa       | S4       | Piaseczno – Warszawa Wola – Zegrze Południowe | [ 4 ] [ 5 ] |
| SKM Warszawa       | S40      | Piaseczno – Warszawa Wola – Wieliszew/Radzymin                                                                                                   | [ 4 ] [ 5 ] |

## Opis

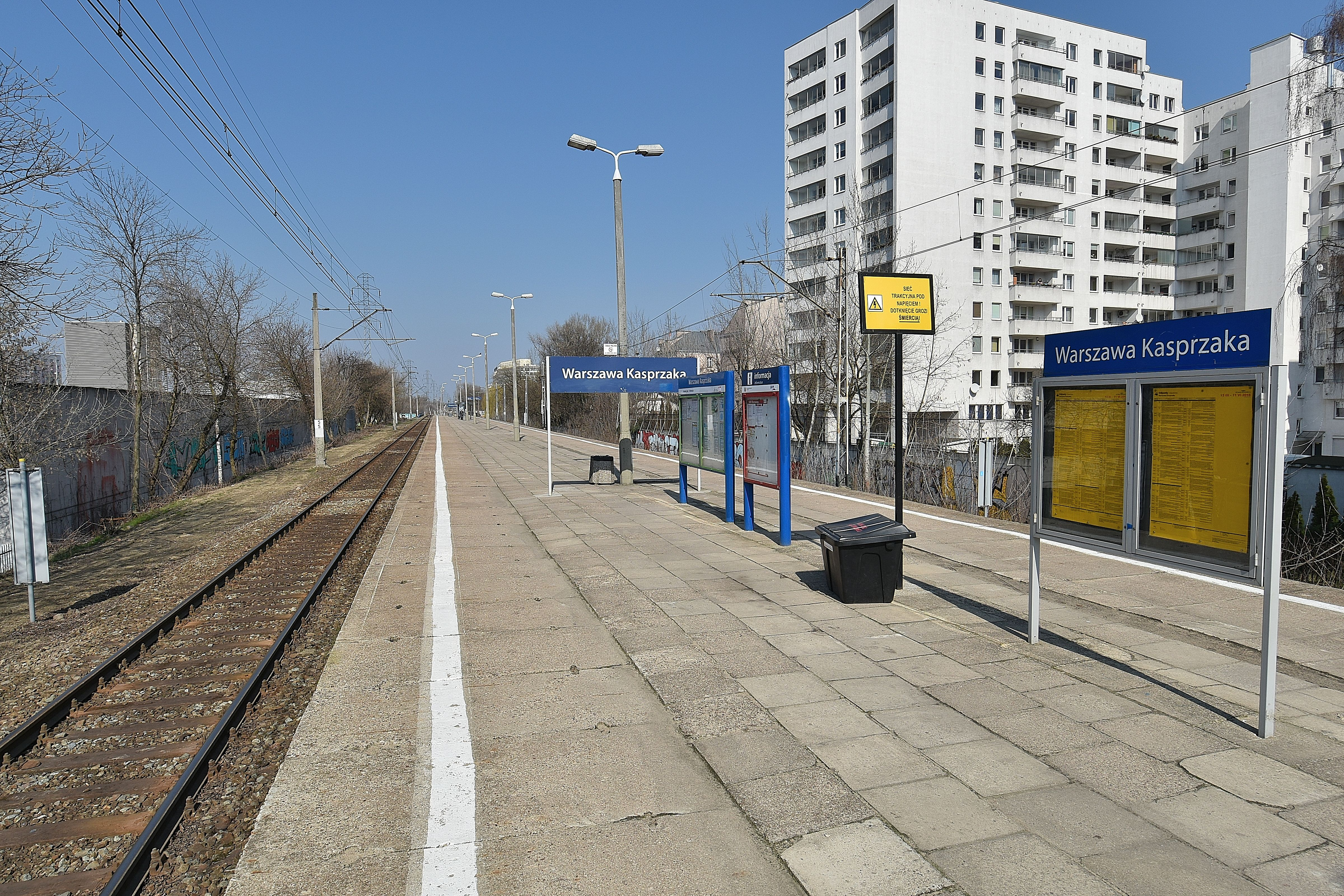
Przystanek w 2016 roku, przed remontem i zmianą nazwy

Przystanek został oddany do użytku 20 listopada 1986 roku, po elektryfikacji odcinka kolei obwodowej pomiędzy stacjami Warszawa Gdańska i Warszawa Zachodnia. Przystanek jest obsługiwany przez linię R90 Kolei Mazowieckich, a od 3 września 2012 także przez linię S3 Szybkiej Kolei Miejskiej. 
12 marca 2017 przystanek został zamknięty w celu przeprowadzenia przebudowy, dzięki której m.in. stał się on dostępny dla osób o ograniczonej mobilności oraz otrzymał zadaszenie i elektroniczne tablice rozkładów jazdy. Po przebudowie zmieniono dotychczasową nazwę przystanku (Warszawa Kasprzaka) na nazwę Warszawa Wola, która do 2012 roku była nazwą przystanku stanowiącego obecnie peron nr 9 stacji Warszawa Zachodnia. 
Z powodu prac remontowych na stacji Warszawa Zachodnia trwających od 2011 roku część połączeń kolejowych zaczyna lub kończy tu swój bieg.
Przystanek z innymi rejonami Warszawy łączą linie autobusowe i tramwajowe od strony ulic: Kasprzaka (strona południowa) i Wolskiej (strona północna).